# 러브홀릭 (드라마)
《러브홀릭》은 2005년 5월 2일부터 2005년 6월 21일까지 방영된 한국방송공사 월화 미니시리즈이다.

## 등장 인물
- 강타 : 서강욱 역
- 김민선 : 이율주 역
- 이선균 : 김태현 역
- 유인영 : 윤자경 역
- 강인형 : 정호태 역
- 정혜선 : 조인자(서강욱의 할머니) 역
- 양금석 : 박수진(김태현의 어머니) 역
- 정동환 : 김수봉(김태현의 아버지) 역
- 이혜숙 : 임영애(이율주의 어머니) 역
- 이경표 : 차화영(윤자경의 어머니) 역
- 박효준 : 박경오 역
- 정은표 : 한영길 역
- 김윤석 역
- 이동규 : 검찰 수사관, 재철 역
- 이덕희 : 강욱의 어머니
- 김희철 : 주호 역(단역)

## 참고 사항
- 기면증 때문에 기억상실에 걸려 연인 대신 교도소에 간다는 설정이 작위적이라는 평이 있었다.[1]
- 강타의 배우 데뷔작으로 화제가 되었지만 스승-제자 사이의 사랑 소재에 대한 비난 등으로 한 자릿수 시청률을 면치 못하여 기대 이하의 성적에 그쳤다.
- 학교 폭력 수위가 갈수록 높아졌다는 지적을 받았다.[2]